# Новобеличи

Улица Академика Булаховского

Новобеличи (укр. Новобі́личі) — жилой массив на западе Киева, между улицей Академика Булаховского (включая территорию до ул. Живописной), ул. Генерала Наумова, ул. Подлесной, ул. Олевской и железной дорогой Киев — Коростень.

## География и инфраструктура
Расположен в Святошинском районе города. Проезд автобусами маршрута № 97 от станции метро «Святошин». В непосредственной близости от микрорайона находится остановка электропоездов Новобеличи. В микрорайоне находятся школы № 72, № 162 и № 230. Через микрорайон проходят улицы Генерала Наумова, Академика Булаховского и Подлесная. До середины 1970-х годов в Новобеличах преобладала застройка из частных преимущественно одноэтажных домов. Со второй половины 1970-х годов микрорайон был застроен типовыми девяти-, двенадцати- и шестнадцатиэтажными жилыми домами. Неподалёку от Новобеличей протекает река Нивка, один из прудов которой служит для целей рыборазведения. На территории микрорайона находится Институт теплофизики Национальной академии наук Украины и Институт рыбного хозяйства. В массиве планируется постройка одноимённой станции метро, вблизи жд платформы и открытие депо «Новобеличи». На улице Олевской в настоящее время строится ЖК «Сосновый Бор», одно из зданий которого, 32-этажное, уже высочайшее здание Святошинского района.